# Горбач Олекса Теодорович
Олекса Теодорович Горба́ч (5 лютого 1918, Романів, зараз Бібрська міська громада, Львівська область — 23 травня 1997, м. Райхельсгайм, Німеччина) — український філолог, історик, публіцист.

## Життєпис

В часі служби в Червоній армії

Під час служби в дивізії СС «Галичина»

Народився 5 лютого 1918 року у селі Романові Бібрського повіту (тепер село Романів Львівського району Львівської області). 
З 1924 до 1928 року навчався у народній школі Романова; в 1928—1936 роках — у філії Академічної гімназії у Львові, в 1936—1940 роках на гуманістичному (згодом філологічному) факультеті Львівського університету.
Член ОУН, в березні—вересні 1939 року перебував у в'язниці «Бригідки».
Протягом липня-жовтня 1940 року працював лаборантом кафедри української мови Львівського університету. З жовтня 1940 до вересня 1941 проходив службу у Червоній Армії, потрапив до німецького полону, з якого був відпущений. 
З 1942 по 1943 працював на посаді секретаря у кабінеті мовознавства і одночасно викладача української мови в Малій духовній семінарії. 
У червні 1943 вступив до дивізії СС «Галичина». З травня 1945 по січень 1947 перебував в американських таборах для переміщених осіб. 
У 1947—1948 роках навчався в Українському Вільному Університеті (УВУ) у Мюнхені, після закінчення якого працював в Українській таборовій гімназії в Мюнхені-Ляймі та в секретаріаті філософського факультету УВУ, а також на посаді наукового секретаря Головної Управи Наукового Товариства імені Т. Шевченка (НТШ).
З 1951 доцент в УВУ, у 1965 — професор. Протягом 1952—1956 викладав польську і українську мови в університеті у Ґетінґені, з 1956 по 1958 в університеті у Марбурзі, а з 1958 по 1965 на посаді лектора польської мови та інших славістичних дисциплін в університеті у Франкфурті-на-Майні.
З 1965 по 1979 завідувач кафедри славістики і одночасно співкерівник Слов'янського семінару у франкфуртському університеті, а в час між 1972—1974 ще й декан відділення східних і позаєвропейських мов і культур університету у Франкфурті-на-Майні. У 1980—1997 професор-емерит Франкфуртського університету.
Помер 23 травня 1997 року. Похований на міському кладовищі міста Берфурта.

### Родина
- Дружина Горбач Анна-Галя

## Твори
- для Енциклопедії українознавства написав біля 100 статей
- У вересні 1939: Спогади. «Вісті», 1954, № 9-10;
- Філія Академічної гімназії у Львові в 1930-х рр. «Гомін України», 1956, 2 черв.;
- Арґо українських школярів і студентів. — Мюнхен : б.в, 1966. — 55 с.
- Вулично-тюремні арґотизми у Франковій прозі. — Нью-Йорк : Київ, 1968. — 10 с. Архівовано з джерела 18 серпня 2021
- Чого не сказали київські кагебісти з «Радянської України»? «Український самостійник», 1973, № 4;
- У німецькому полоні в Чугуєві й Харкові 1941 року. «Вісті Комбатанта» (Торонто-Нью-Йорк), 1991, № 1-3;
- Зібрані статті, т. 1-8. Мюнхен, 1991-97;
- Шлях зі Сходу на Захід: Спогади. Львів, 1998;
- Життя — не просто існування: Листування Олекси Горбача (1946—1996). Львів, 2003.

## Нагороди
- Залізний хрест 2-го класу (1945) — за заслуги у боях в Австрії; як унтерштурмфюрер військ СС і командир 9-ї батареї артилерійського полку дивізії «Галичина»/[1]
- польським орденом Лицарського хреста 1-го ступеня за заслуги в розвитку польсько-німецьких взаємин (1975);
- на 2-му конгресі Міжнародної асоціації україністів у Львові отримав медаль імені М. Грушевського (1993).